# Mylaine Hedreul
Mylaine Marianne Maud Hedreul, född 30 maj 1987, är en svensk skådespelerska och jurist. Hennes mor är från Frankrike och Mylaine Hedreul talar även flytande franska.

## Filmografi
- 2002 – Olivia Twist (TV-serie)
- 2003 – En ö i havet (TV-serie)
- 2005 – 27 sekundmeter snö
- 2007 – Beck – Det tysta skriket
- 2007 – Linas kvällsbok
- 2008 – Höök (TV-serie)
- 2008 – Livet i Fagervik (TV-serie)
- 2008 – Oskyldigt dömd (TV-serie)
- 2009 – Mitt liv som trailer
- 2010 – Maria Wern - Alla de stillsamma döda (TV-serie)
- 2012 – Gustafsson 3 tr (TV-serie)
- 2012 – Jag vill ha allt
- 2013 – Ego
- 2013 – Fjällbackamorden: Havet ger, havet tar
- 2013 – Fågel Fenix
- 2021 – Maria Wern – Ondskans djupa rot

## Teater
| År   | Roll          | Produktion                    | Regi              | Teater   |
| ---- | ------------- | ----------------------------- | ----------------- | -------- |
| 1998 | Barn i staden | Råttfångaren Rikard Bergqvist | Agneta Ehrensvärd | Dramaten |
| 1999 |               | Klas Klättermus               |                   | Dramaten |
| 2000 |               | Trollflöjten                  |                   |          |

## Radio
- 1998 – Det snöar i indianen
- 2000 – Cadillacresan
- 2001 – David Copperfield
- 2002 – Lånarna
- 2003 – En ö i havet
- 2003 – En döds memoarer
- 2004 – Äventyrsveckan
- 2005 – Skämmerskans dotter